# فيرينك أندرياس
فيرينك أندرياس (بالمجرية: András Ferenc)‏ هو كاتب سيناريو ومخرج مجري، ولد في 24 نوفمبر 1942 في بودابست في المجر.

## وصلات خارجية
- فيرينك أندرياس على موقع IMDb (الإنجليزية)
- فيرينك أندرياس على موقع أول موفي (الإنجليزية)
- فيرينك أندرياس على موقع قاعدة بيانات الأفلام السويدية (السويدية)
- فيرينك أندرياس على موقع كينوبويسك (الروسية)